# Кицаев, Михаил Михайлович
Михаил Михайлович Кицаев (24 августа 1912, Лесное Ардашево, Тамбовская губерния — 30 октября 1990, Кицаевка, Мордовская АССР) — заместитель наводчика орудия 3-го отдельного истребительно-противотанкового дивизиона, старший сержант — на момент представления к награждению орденом Славы 1-й степени.

## Биография
Родился 24 августа 1912 года в селе Лесное Ардашево (ныне — в Темниковском районе Республики Мордовия). Мордвин-мокша. Окончил 4 класса. С детства помогал отцу, работавшему на лесозаготовках. Перед войной работал мастером по заготовке леса на фабрике в городе Ковров Владимирской области.
В июле 1941 года был призван в Красную Армию. В боях Великой Отечественной войны с декабря 1941 года. Был ранен. После госпиталя направлен командиром пулеметного расчета в 1122-й стрелковый полк 334-й стрелковой дивизии. Отличился в боях за освобождение Белоруссии и Литвы.
25 июня 1944 года старший сержант Кицаев с расчетом первым переправился через реку Западная Двина в 8 км западнее деревни Островно. Пулеметчики метким огнём прикрыли форсирование реки стрелковыми подразделениями. В бою подавил пулемет, вывел из строя большое количество пехоты противника.
Приказом от 26 сентября 1944 года старший сержант Кицаев Михаил Михайлович награждён орденом Славы 3-й степени.
В наступательных боях 7-8 октября 1944 года в бою в районе местечка Кроупяй за населенные пункты Гимбуцы, Бражишки и Совноры старший сержант Кицаев действовал в том же боевом составе, но уже в составе 4-й ударной армии. Умело и маневрируя на поле боя, быстро меняя огневые позиции, действуя решительно, подавил огнём станкового пулемета шесть огневых точек противника, уничтожив при этом более 15 противников.
Приказом от 3 ноября 1944 года старший сержант Кицаев Михаил Михайлович награждён орденом Славы 2-й степени.
Весной 1945 года в боях на территории Польши старший сержант Кицаев был заместителем наводчика орудия 3-го отдельного истребительно-противотанкового дивизиона.
В ночь на 20 марта 1945 года Кицаев, действуя в составе расчета, при отражении контратаки противника в 12 км от города Прудник подбил два танка. 6 мая в районе населенного пункта Краснэ Лоучки подавил огневую точку противника, чем содействовал продвижению нашей пехоты.
Приказом от 18 мая 1945 года старший сержант Кицаев награждён орденом Славы 3-й степени.
В 1945 году старшина Кицаев демобилизован. Вернулся на родину.
Указом Президиума Верховного Совета СССР от 31 марта 1956 года в порядке перенаграждения Кицаев Михаил Михайлович награждён орденом Славы 1-й степени.
Жил в деревне Кицаевка Темниковского района. Работал лесным мастером Темниковской межколхозной строительной организации, завхозом в райпо. Скончался 30 октября 1990 года.
Награждён орденами Отечественной войны 1-й степени, Славы 3-х степеней, медалями, в том числе «За боевые заслуги».